# Arachnothryx reflexa
Arachnothryx reflexa là một loài thực vật có hoa trong họ Thiến thảo. Loài này được (Benth.) Planch. mô tả khoa học đầu tiên năm 1849.